# Вамей
Вамей — один из атлантических языков, распространённый в Сенегале и Гвинее. 21 тыс. носителей проживает в Сенегале — области Кедугу и Тамбакунда; 17 тыс. носителей проживает в Гвинее — в префектуре Кундара провинции Боке.

## Письменность
Письменность для вамей основана на латинском алфавите.
Алфавит вамей: A a, Á á, B b, Ɓ ɓ, C c, D d, Ɗ ɗ, E e, Ë ë, F f, G g, Gw gw, H h, Hn hn, Hw hw, I i, J j, K k, Kw kw, L l, M m, Mb mb, Mp mp, N n, Nc nc, Nd nd, Nj nj, Nk nk, Nkw nkw, Nt nt, Ñ ñ, Ŋ ŋ, Ŋw ŋw, O o, P p, R r, Ry ry, S s, T t, U u, V v, W w, W̃ w̃ , Y y, Ỹ ỹ, Ƴ ƴ.